# Црква Светог Јована у Црколезу
Црква Светог Јована налази се изнад села Црколеза, недалеко од Истока, на Косову и Метохији. Представља непокретно културно добро као споменик културе од изузетног значаја.

## Прошлост цркве
Подигао ју је пре своје смрти 1355. године, челник Радослав (у монаштву Јован), а крајем века је постала део властелинства светогорског манастира светог Пантелејмона. Њему су је приложили војвода Новак Белоцрквић са супругом Видосавом, што је у својој повељи из 1395. године потврдила кнегиња Милица. У повељи се потврђује да је војвода Новак са женом Видославом приложио храм у Црколезу „са међама и правима те цркве што их је држала код цара Стефана.” Тај податак упућује да је црква морала бити подигнута најкасније до 1355, године смрти Стефана Душана. Претпоставља се да је црква задужбина властелина из тог времена, највероватније челника Радослава. Његово световно име, као и монашко Јован, уклесани су на надргробној плочи постављеној у поду наоса цркве, испред царских двери. 
Црква је обновљена 1650. године, а 1673. живописана прилозима мештана чија су имена, као и висине прилога, записани на западном зиду припрате. За осликавање унутрашњости Цркве Светог Јована ангажован је најбољи српски сликар тог времена- Радул, који је оставио своје име у проскомидији. Претпоставља се да је он том приликом израдио и иконостас цркве, како се закључује на основу стилских особености уочљивим на царским дверима које се и данас чувају у цркви. Иако је током II светског рата село спаљено, црква је сачувана. Због влаге и слегања терена, обављени су обимни конзерваторско-рестаураторски радови током 1970 године.
У цркви се дуго чувала изузетно вредна стара збирка рукописа на пергаменту и папиру од XIII до XVI века, која је 1955. године пребачена у ризницу манастира Дечани, а у цркви се чувају царске двери и осам икона, који су припадали старом иконостасу. У периоду од 1972. до 1974. године изведени су радови на конзервацији и рестаурацији црквеног живописа. 

## Архитектура и живопис
Црква има основу једнобродне грађевине са нартексом без куполе. Кров је на две воде, олтарска апсида је споља петострана, а на западном зиду, изнад врата и нише за икону, налази се једноставна камена розета. Према свом стилу, црква спада међу последње примере Вардарске школе и она је типична сеоска једнобродна црква са припратом.  
Приликом конзерваторских радова, на западном зиду припрате, око улаза, пронађени су остаци првобитног зидног сликарства из XIV века. 1672/1673. године изнова осликао Радул, у доба патријарха Максима. Натписе је писао на народном језику, што није честа појава и представља посебну вредност ове фреско целине, а у јужном прозору је оставио запис о свом осликавању. Сликар  Радул заслужан за живопис Цркве Светог Крста манастира Острог, црквице Светог Николе у Пећкој патријаршији, израдио је и велики број икона за храмове у Бијелом Пољу, Сарајеву, манастиру Морача и друге. У Цркви Светог Јована Претече, Радул се придржава иконографских образаца устаљених у старијој српској уметности, и у већој мери, уобичајених програмских решења у осликавању унутрашњости храма. У наосу је живописао циклус Великих празника и Страдања Христових, а у припрати је насликао опширан циклус Јована Претече, патрона храма. У олтару је приказао представе уобичајене за тај део храма- Богородицу са Христом и арханђелима у полукалоти апсиде, испод које је Причешће апостола, а у зони испод Служба архијереја. Читав западни зид припрате испуњава композиција Страшног суда, која укључује и приказ великог броја различитих скупина грешника, обележених народним језиком.
Према речима историчарке уметности Александре Давидов-Темерински,посебно је занимљив дидактички детаљно приказан Страшни суд са мноштвом грешника који одговарају истом социјалном статусу као и верници/посетиоци који су се могли идентификовати са насликаним грешницима.
После окончања НАТО агресије на СРЈ и доласка снага КФОРа на простор јужне српске покрајине, у цркву је склоњено неколико икона које су спашене из остатака околних цркава, које су уништили албански терористи.

## Галерија
- Североисточни поглед
- Поглед из ваздуха
- Западни поглед
- Иконостас
- Северни део наоса
- Живопис, Св Немања, Св Антоније, ...
- Страшни суд
- Живопис Св Јован Мироточиви и Св Нил